# Cornille (Dordogne)
Ne doit pas être confondu avec Cornillé.
Pour les articles homonymes, voir Cornille (homonymie).
Cornille est une commune française située dans le département de la Dordogne, en région Nouvelle-Aquitaine.

## Géographie

### Généralités
En Périgord central, la commune de Cornille fait partie de l'aire d'attraction de Périgueux.
À l'écart des routes principales, le petit bourg de Cornille est situé, en distances orthodromiques, neuf kilomètres au nord-nord-est du centre-ville de Périgueux et seize kilomètres au sud-est de Brantôme.
L'accès principal s'effectue par la route départementale (RD) 8 qui borde le territoire communal du sud au nord-est sur six kilomètres et demi, traversent le lieu-dit les Piles, réparti entre Cornille à l'ouest et Antonne-et-Trigonant à l'est. La RD 69 traverse le nord de la commune.

### Communes limitrophes
Cornille est limitrophe de cinq autres communes.
| Agonac       |           | Sorges et Ligueux en Périgord |
|              | Cornille  | Antonne-et-Trigonant          |
| Champcevinel | Trélissac |                               |

### Géologie et relief

#### Géologie
Situé sur la plaque nord du Bassin aquitain et bordé à son extrémité nord-est par une frange du Massif central, le département de la Dordogne présente une grande diversité géologique. Les terrains sont disposés en profondeur en strates régulières, témoins d'une sédimentation sur cette ancienne plate-forme marine. Le département peut ainsi être découpé sur le plan géologique en quatre gradins différenciés selon leur âge géologique. Cornille est située dans le troisième gradin à partir du nord-est, un plateau formé de calcaires hétérogènes du Crétacé.
Les couches affleurantes sur le territoire communal sont constituées de formations superficielles du Quaternaire et de roches sédimentaires datant pour certaines du Cénozoïque, et pour d'autres du Mésozoïque. La formation la plus ancienne, notée c2c, date du Turonien moyen à supérieur, composée de calcaires cryptocristallins, calcaires gréseux à rudistes et marnes à huîtres et à rhynchonelles, localement grès et sables jaunes (feuille de Terrasson). La formation la plus récente, notée CFp, fait partie des formations superficielles de type colluvions indifférenciées de versant, de vallon et plateaux issues d'alluvions, molasses, altérites. Le descriptif de ces couches est détaillé dans  la feuille « no 759 - Périgueux (est) » de la carte géologique au 1/50 000 de la France métropolitaine, et sa notice associée.

Carte géologique de Cornille.

#### Relief et paysages
Le département de la Dordogne se présente comme un vaste plateau incliné du nord-est (491 m, à la forêt de Vieillecour dans le Nontronnais, à Saint-Pierre-de-Frugie) au sud-ouest (2 m à Lamothe-Montravel). L'altitude du territoire communal varie quant à elle entre 134 m et 230 m,.
Dans le cadre de la Convention européenne du paysage entrée en vigueur en France le 1er juillet 2006, renforcée par la loi du 8 août 2016 pour la reconquête de la biodiversité, de la nature et des paysages, un atlas des paysages de la Dordogne a été élaboré sous maîtrise d’ouvrage de l’État et publié en octobre 2020. Les paysages du département s'organisent en huit unités paysagères et 14 sous-unités. La commune fait partie du Périgord central, un paysage vallonné, aux horizons limités par de nombreux bois, plus ou moins denses, parsemés de prairies et de petits champs.
La superficie cadastrale de la commune publiée par l'Insee, qui sert de référence dans toutes les statistiques, est de 13,04 km2,,. La superficie géographique, issue de la BD Topo, composante du Référentiel à grande échelle produit par l'IGN, est quant à elle de 13,39 km2.

### Hydrographie

#### Réseau hydrographique
La commune est située dans le bassin de la Dordogne au sein du Bassin Adour-Garonne. Aucun cours d'eau permanent n'est répertorié sur la commune,. Son territoire est parsemé de quelques petits étangs.

#### Gestion et qualité des eaux
Bien qu'aucun cours d'eau ne baigne la commune, celle-ci est néanmoins couverte par le schéma d'aménagement et de gestion des eaux (SAGE) « Isle - Dronne » pour les eaux de ruissellement et les eaux souterraines. Le SAGE « Isle - Dronne », dont le territoire regroupe les bassins versants de l'Isle et de la Dronne, d'une superficie de 7 500 km2, a été approuvé le 2 août 2021. La structure porteuse de l'élaboration et de la mise en œuvre est l'établissement public territorial de bassin de la Dordogne (EPIDOR). Ils définissent chacun sur leur territoire les objectifs généraux d’utilisation, de mise en valeur et de protection quantitative et qualitative des ressources en eau superficielle et souterraine, en respect des objectifs de qualité définis dans le troisième SDAGE  du Bassin Adour-Garonne qui couvre la période 2022-2027, approuvé le 10 mars 2022.

### Climat
Pour des articles plus généraux, voir Climat de la Nouvelle-Aquitaine et Climat de la Dordogne.
En 2010, le climat de la commune est de type climat océanique altéré, selon une étude s'appuyant sur une série de données couvrant la période 1971-2000. En 2020, Météo-France publie une typologie des climats de la France métropolitaine dans laquelle la commune est toujours exposée à un climat océanique altéré et est dans la région climatique  Aquitaine, Gascogne, caractérisée par une pluviométrie abondante au printemps, modérée en automne, un faible ensoleillement au printemps, un été chaud (19,5 °C), des vents faibles, des brouillards fréquents en automne et en hiver et des orages fréquents en été (15 à 20 jours).
Pour la période 1971-2000, la température annuelle moyenne est de 11,9 °C, avec  une amplitude thermique annuelle de 14,8 °C. Le cumul annuel moyen de précipitations est de 974 mm, avec 13 jours de précipitations en janvier et 7 jours en juillet. Pour la période 1991-2020, la température moyenne annuelle observée sur la station météorologique la plus proche, située sur la commune de Coulounieix-Chamiers à 10 km à vol d'oiseau, est de 13,1 °C et le cumul annuel moyen de précipitations est de 912,2 mm,. Pour l'avenir, les paramètres climatiques de la commune estimés pour 2050 selon différents scénarios d’émission de gaz à effet de serre sont consultables sur un site dédié publié par Météo-France en novembre 2022.

## Urbanisme

### Typologie
Au 1er janvier 2024, Cornille est catégorisée commune rurale à habitat dispersé, selon la nouvelle grille communale de densité à 7 niveaux définie par l'Insee en 2022.
Elle est située hors unité urbaine. Par ailleurs la commune fait partie de l'aire d'attraction de Périgueux, dont elle est une commune de la couronne,. Cette aire, qui regroupe 49 communes, est catégorisée dans les aires de 50 000 à moins de 200 000 habitants,.

### Occupation des sols
L'occupation des sols de la commune, telle qu'elle ressort de la base de données européenne d’occupation biophysique des sols Corine Land Cover (CLC), est marquée par l'importance des territoires agricoles (51,9 % en 2018), en diminution par rapport à 1990 (53,3 %). La répartition détaillée en 2018 est la suivante : 
forêts (44,1 %), zones agricoles hétérogènes (26,5 %), terres arables (23,6 %), zones urbanisées (4 %), prairies (1,8 %). L'évolution de l’occupation des sols de la commune et de ses infrastructures peut être observée sur les différentes représentations cartographiques du territoire : la carte de Cassini (XVIIIe siècle), la carte d'état-major (1820-1866) et les cartes ou photos aériennes de l'IGN pour la période actuelle (1950 à aujourd'hui).

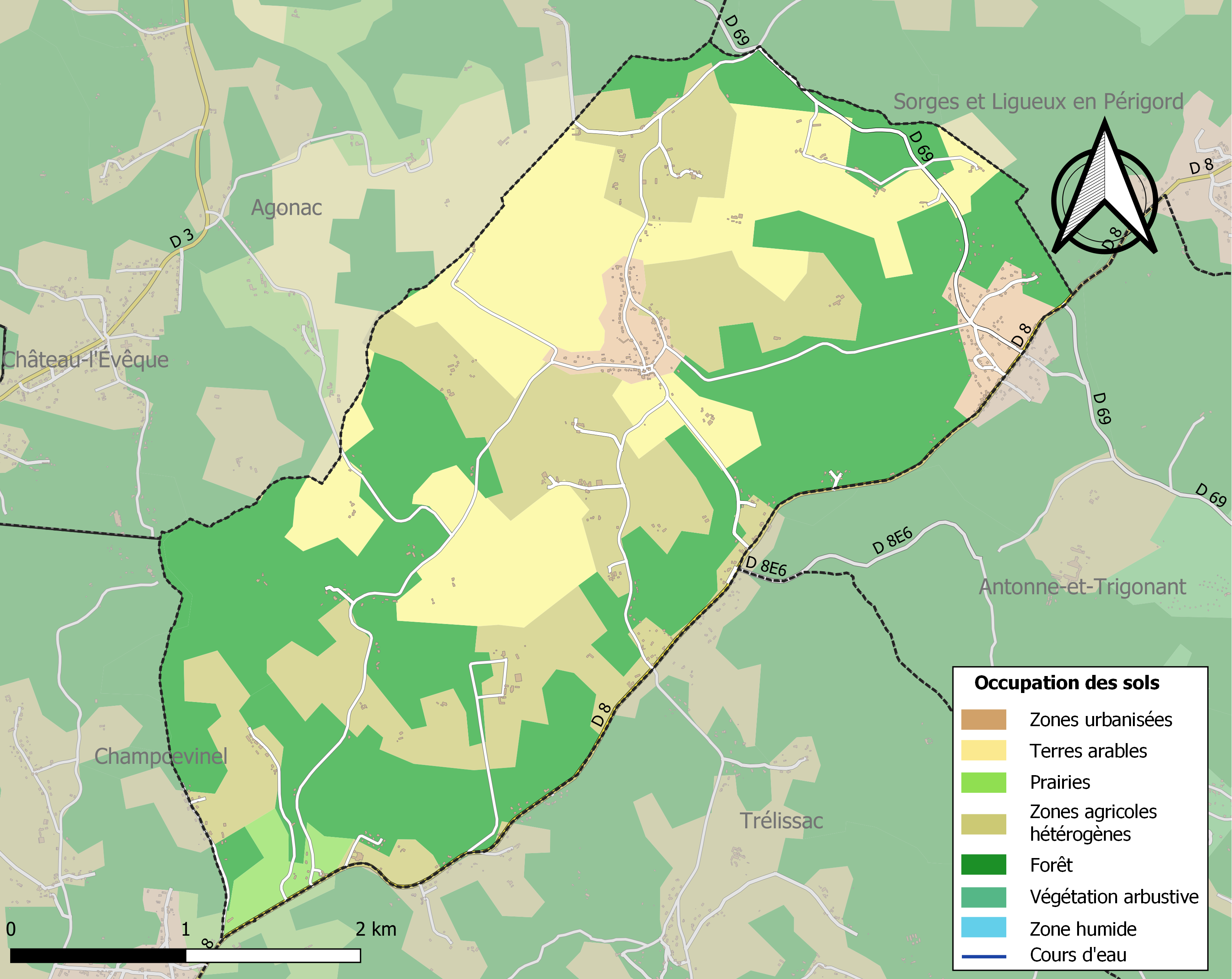
Carte des infrastructures et de l'occupation des sols de la commune en 2018 (CLC).

## Toponymie
En occitan, la commune porte le nom de Cornilha.
Sur la planète Mars, en mars 2021, l'une des cibles d'analyses poussées effectuées sur un affleurement rocheux par l'astromobile Curiosity de la NASA, est baptisée d'après la commune.

## Histoire
Avant 1801, la commune de Cornille était rattachée au canton d'Agonac créé en 1790 et supprimé en 1801 par la loi du 8 pluviôse an IX (28 janvier 1801)  portant sur la "réduction du nombre de justices de paix".
Le 12 juin 1944, treize otages sont fusillés au lieu-dit les Piles (partagé entre Antonne-et-Trigonant et Cornille) à la suite d'un accrochage entre un groupe de résistants et les Allemands.

## Politique et administration

### Rattachements administratifs
La commune de Cornille a été rattachée, dès 1790, au canton d'Agonat qui dépendait du district de Perigueux. Les districts sont supprimés en 1795 et le canton d'Agonat en 1800. La commune est alors rattachée au canton de Savignac-les-Églises dépendant de l'arrondissement de Périgueux.
Dans le cadre de la réforme de 2014 définie par le décret du 21 février 2014, ce canton disparaît aux élections départementales de mars 2015. La commune est alors rattachée au canton de Trélissac.

### Intercommunalité
Le 27 décembre 2001, la commune adhère dès sa création à la communauté de communes des Villages truffiers des portes de Périgueux. Cette intercommunalité étant dissoute au 31 décembre 2011, Cornille rejoint la communauté d'agglomération périgourdine le 1er janvier 2012. Celle-ci disparaît le 31 décembre 2013, remplacée au 1er janvier 2014 par une nouvelle intercommunalité élargie : Le Grand Périgueux.

### Administration municipale
La population de la commune étant comprise entre 500 et 1 499 habitants au recensement de 2017, quinze conseillers municipaux ont été élus en 2020,.

### Liste des maires
| Période                                  | Période      | Identité            | Étiquette | Qualité                                |
| ---------------------------------------- | ------------ | ------------------- | --------- | -------------------------------------- |
| Les données manquantes sont à compléter. |              |                     |           |                                        |
|                                          |              |                     |           |                                        |
| ?                                        | 1900         | Gaston de Boysseulh |           |                                        |
| mai 1900                                 | mai 1904     | Étienne Laval       |           |                                        |
| mai 1904                                 | 1909 ou 1910 | De Beler            |           |                                        |
| janvier 1910                             | ?            | Géraud de Boysseulh |           |                                        |
| décembre 1919                            | 1925         | Pierre Mortassagne  |           |                                        |
| mai 1925                                 | ?            | Maurice Rossignol   |           | Nommé conseiller départemental en 1942 |
| -                                        | -            | ?                   |           |                                        |
| ?                                        | mars 1959    | Maurice Rossignol   |           |                                        |
| mars 1959                                | mars 1977    | Jean du Repaire     |           |                                        |
| mars 1977                                | mars 1983    | Léo Lafon           |           |                                        |
| mars 1983                                | juin 1995    | Henri Flourez       |           | Agriculteur                            |
| juin 1995                                | avril 2007   | Jacques Hourcabie   |           | Médecin gynécologue                    |
| avril 2007                               | juin 2007    | Commission spéciale |           |                                        |
| juin 2007                                | avril 2014   | Marinette Dutheil   | SE        | Retraitée de l'Éducation nationale     |
| avril 2014 (réélu en mai 2020)           | En cours     | Stéphane Dobbels    | PS        | Conseiller départemental               |

## Équipements et services publics

### Justice
Dans le domaine judiciaire, Cornille relève : 
- du tribunal judiciaire, du tribunal pour enfants, du conseil de prud'hommes et du tribunal de commerce de Périgueux ;
- du pôle Nationalité du tribunal judiciaire de Périgueux (compétent uniquement dans le domaine de la nationalité) ;
- de la cour d'appel, du tribunal administratif et de la  cour administrative d'appel de Bordeaux.

## Population et société

### Démographie
Les habitants de Cornille se nomment les Cornillais.
L'évolution du nombre d'habitants est connue à travers les recensements de la population effectués dans la commune depuis 1793. Pour les communes de moins de 10 000 habitants, une enquête de recensement portant sur toute la population est réalisée tous les cinq ans, les populations de référence des années intermédiaires étant quant à elles estimées par interpolation ou extrapolation. Pour la commune, le premier recensement exhaustif entrant dans le cadre du nouveau dispositif a été réalisé en 2005.

En 2022, la commune comptait 688 habitants, en évolution de +1,47 % par rapport à 2016 (Dordogne : +0,37 %, France hors Mayotte : +2,11 %).
| 1793 | 1800 | 1806 | 1821 | 1831 | 1836 | 1841 | 1846 | 1851 |
| ---- | ---- | ---- | ---- | ---- | ---- | ---- | ---- | ---- |
| 377  | 403  | 479  | 469  | 543  | 497  | 482  | 521  | 540  |

| 1856 | 1861 | 1866 | 1872 | 1876 | 1881 | 1886 | 1891 | 1896 |
| ---- | ---- | ---- | ---- | ---- | ---- | ---- | ---- | ---- |
| 508  | 529  | 486  | 478  | 477  | 450  | 455  | 487  | 458  |

| 1901 | 1906 | 1911 | 1921 | 1926 | 1931 | 1936 | 1946 | 1954 |
| ---- | ---- | ---- | ---- | ---- | ---- | ---- | ---- | ---- |
| 456  | 434  | 396  | 349  | 334  | 341  | 333  | 352  | 311  |

| 1962 | 1968 | 1975 | 1982 | 1990 | 1999 | 2005 | 2006 | 2010 |
| ---- | ---- | ---- | ---- | ---- | ---- | ---- | ---- | ---- |
| 287  | 275  | 318  | 445  | 548  | 562  | 639  | 655  | 668  |

| 2015 | 2020 | 2022 | - | - | - | - | - | - |
| ---- | ---- | ---- | - | - | - | - | - | - |
| 673  | 687  | 688  | - | - | - | - | - | - |

## Économie

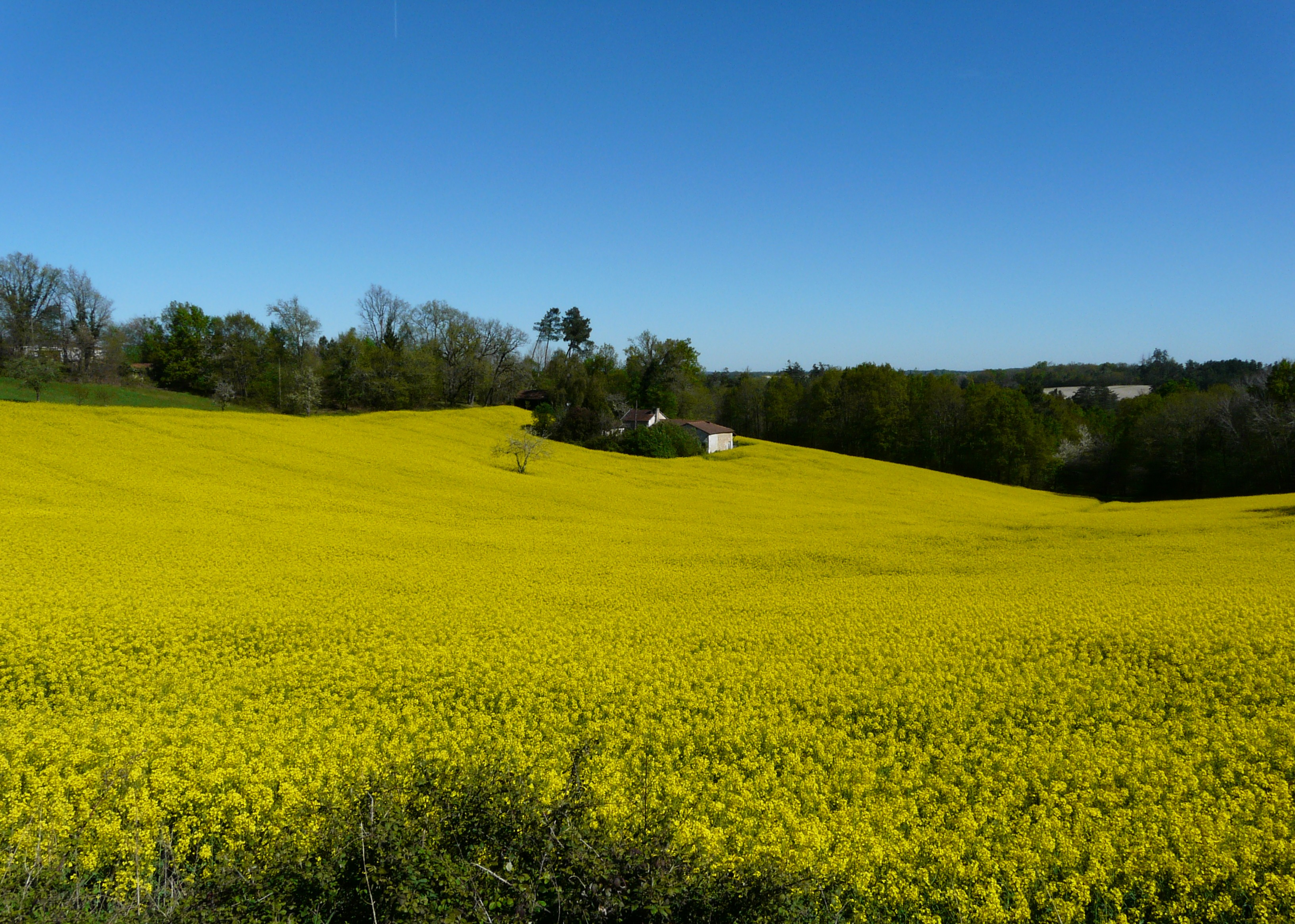
Champ de colza à Cornille.

### Emploi
En 2015, parmi la population communale comprise entre 15 et 64 ans, les actifs représentent 324 personnes, soit 48,1 % de la population municipale. Le nombre de chômeurs (vingt-six) a augmenté par rapport à 2010 (dix-neuf) et le taux de chômage de cette population active s'établit à 8,0 %.

### Établissements
Au 31 décembre 2015, la commune compte trente-deux établissements, dont dix-sept au niveau des commerces, transports ou services, six dans l'agriculture, la sylviculture ou la pêche, cinq relatifs au secteur administratif, à l'enseignement, à la santé ou à l'action sociale, deux dans la construction, et deux dans l'industrie.

### Tourisme
Un parcours accrobranche et un minigolf ont ouvert en avril 2018 au lieu-dit Lacombe, à proximité de la route départementale 8,.

## Culture locale et patrimoine

### Lieux et monuments
- Le château de la Forêt, XVe et XVIIe siècles, aujourd'hui haras
- Le pigeonnier de la Luminade, XVIIIe siècle
- Un obélisque a été érigé par le comte de Barde en 1836 au nord-ouest du lieu-dit les Tavernes[50]

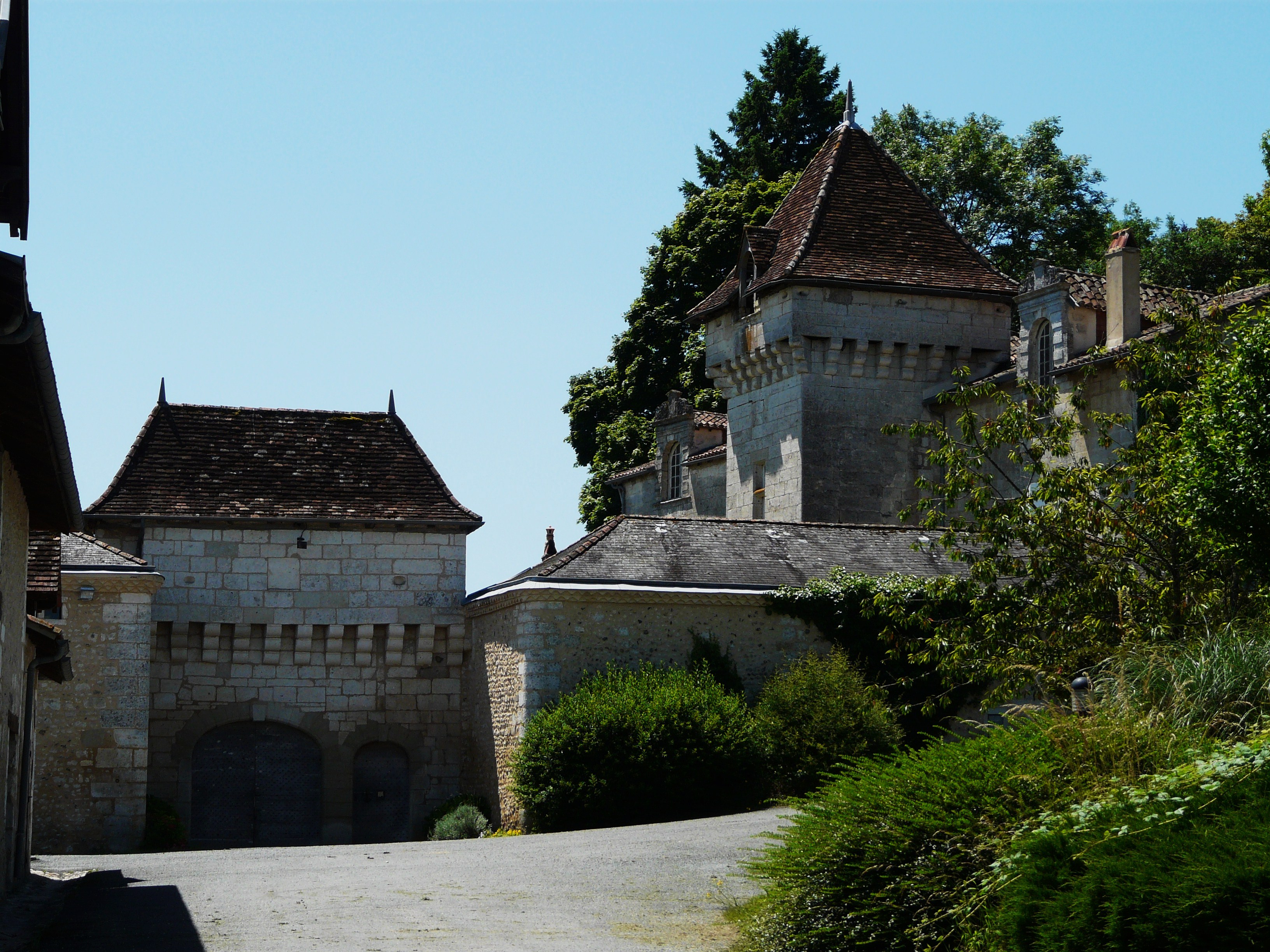
Château de la Forêt.
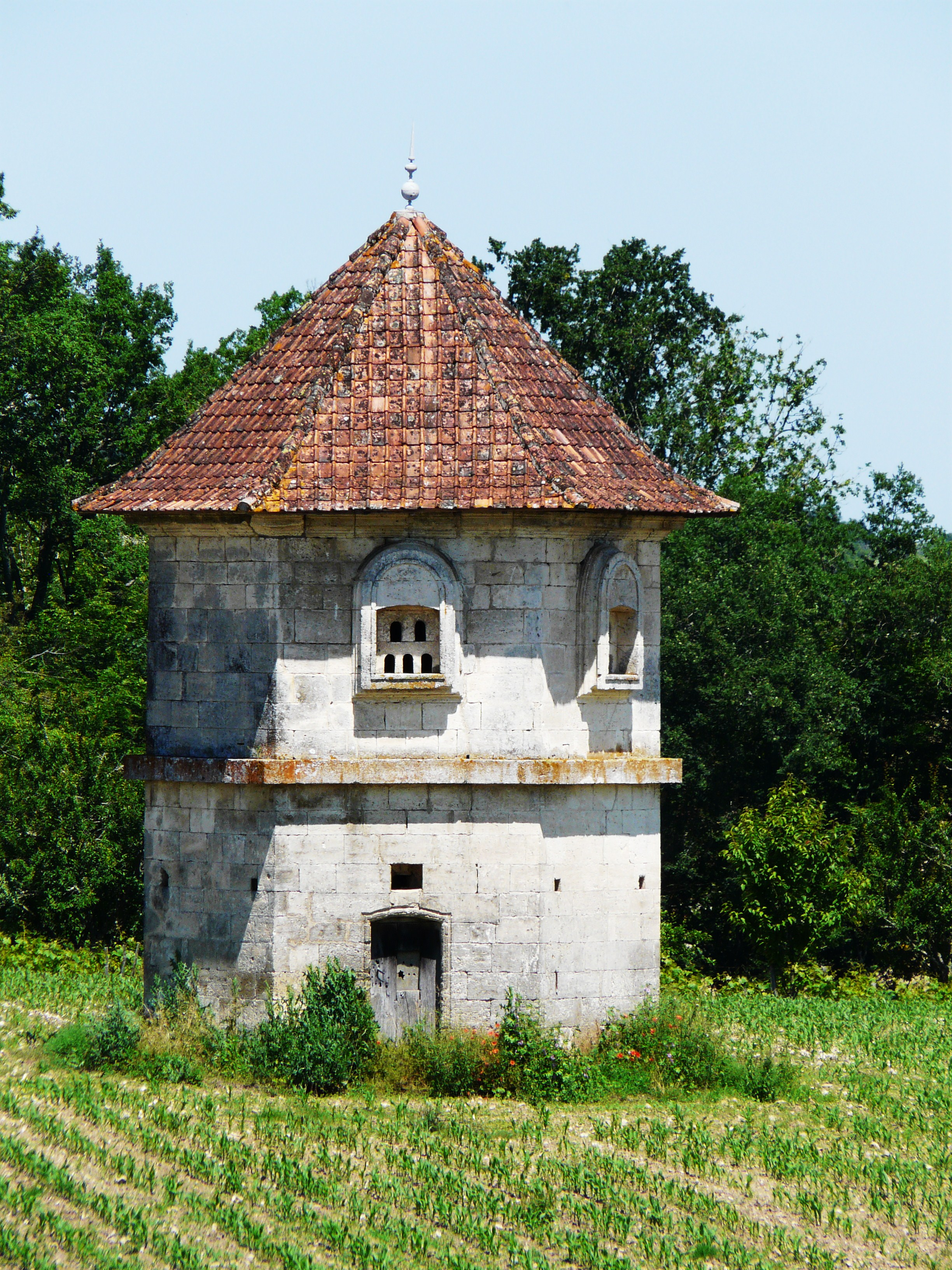
Pigeonnier de la Luminade.
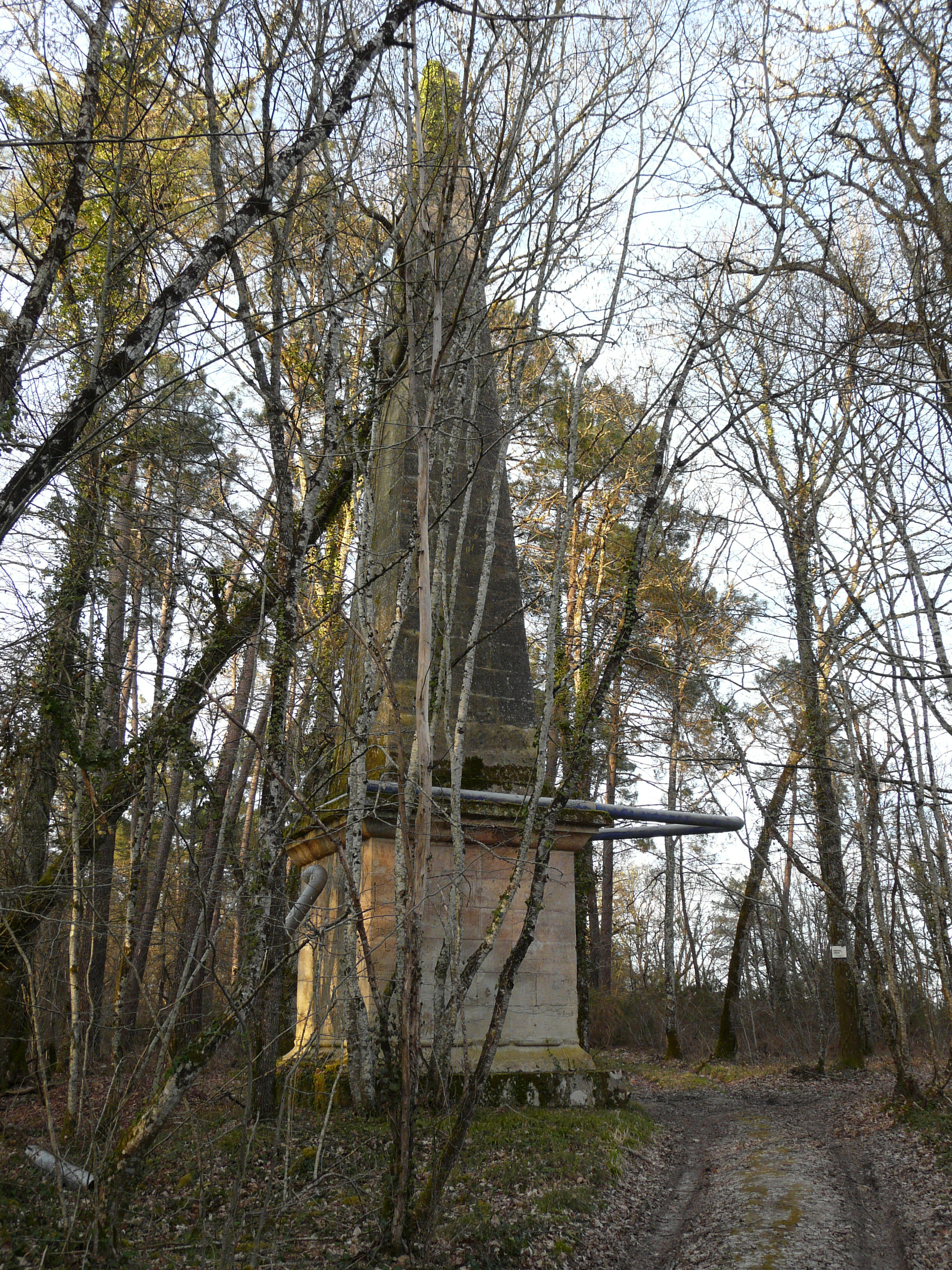
L'obélisque.

- L'église Saint-Eumache, XIIe siècle, remaniée avec chapelles du XIXe siècle

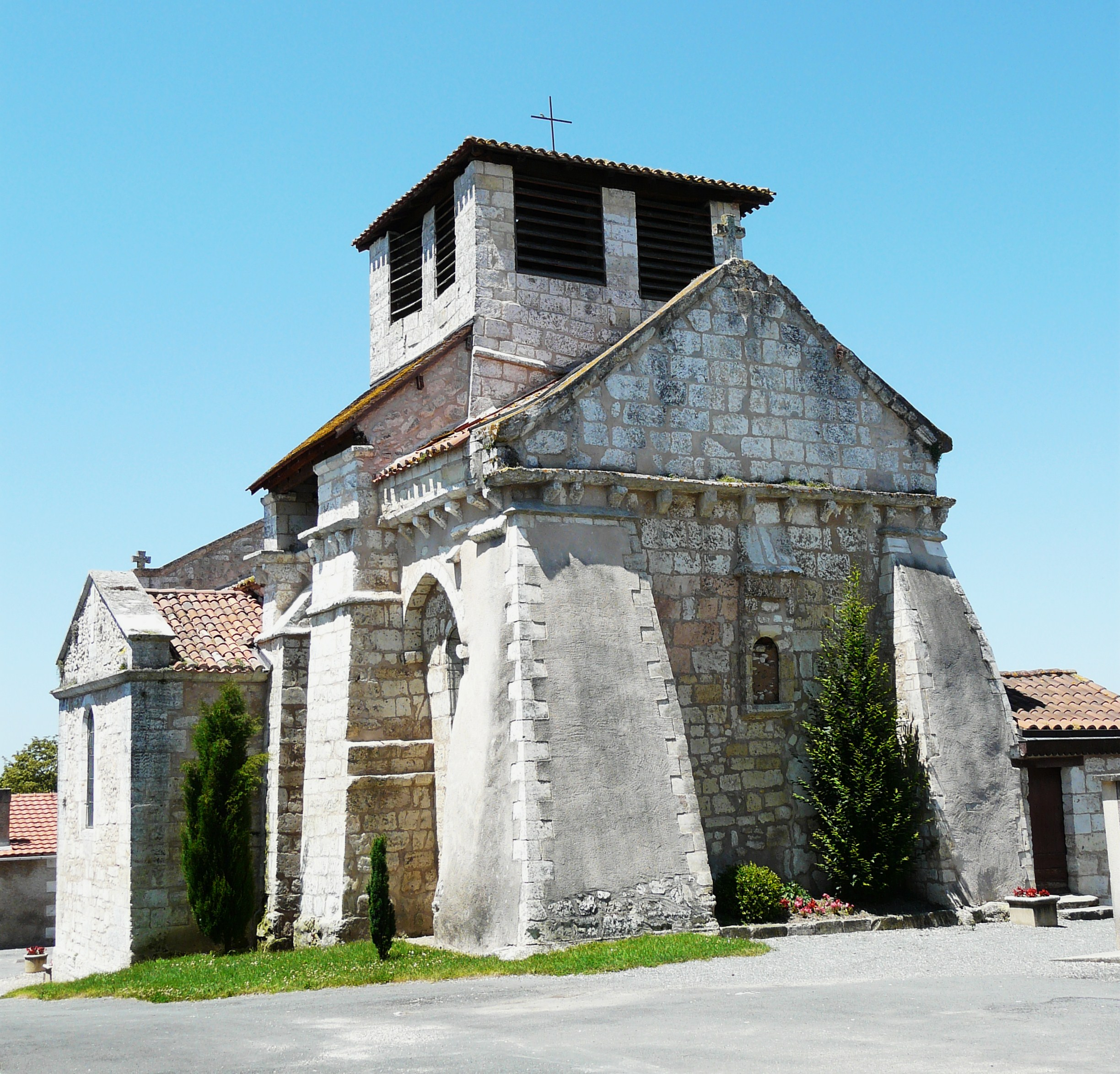
L'église Saint Eumache.
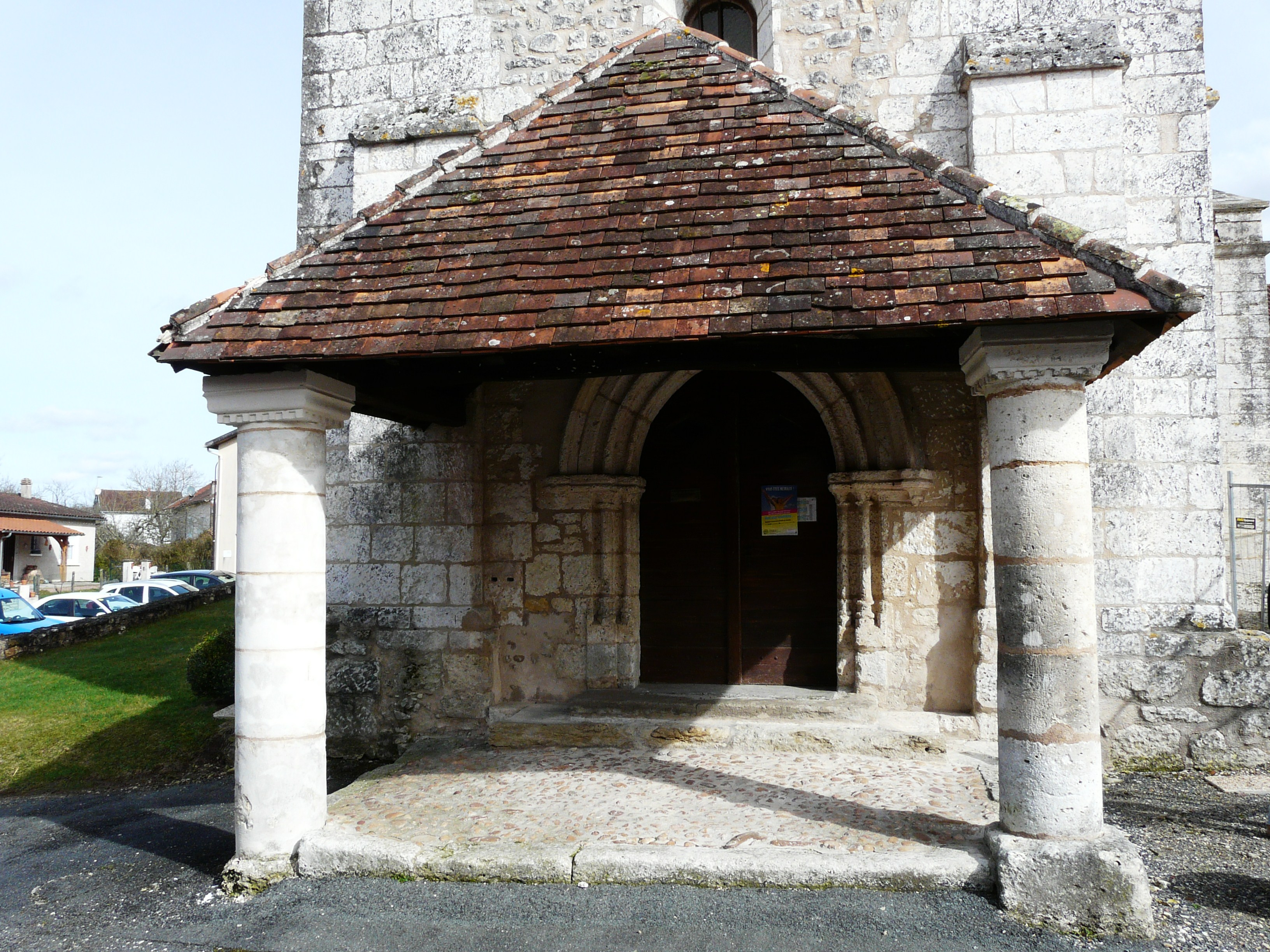
Le porche de l'église.
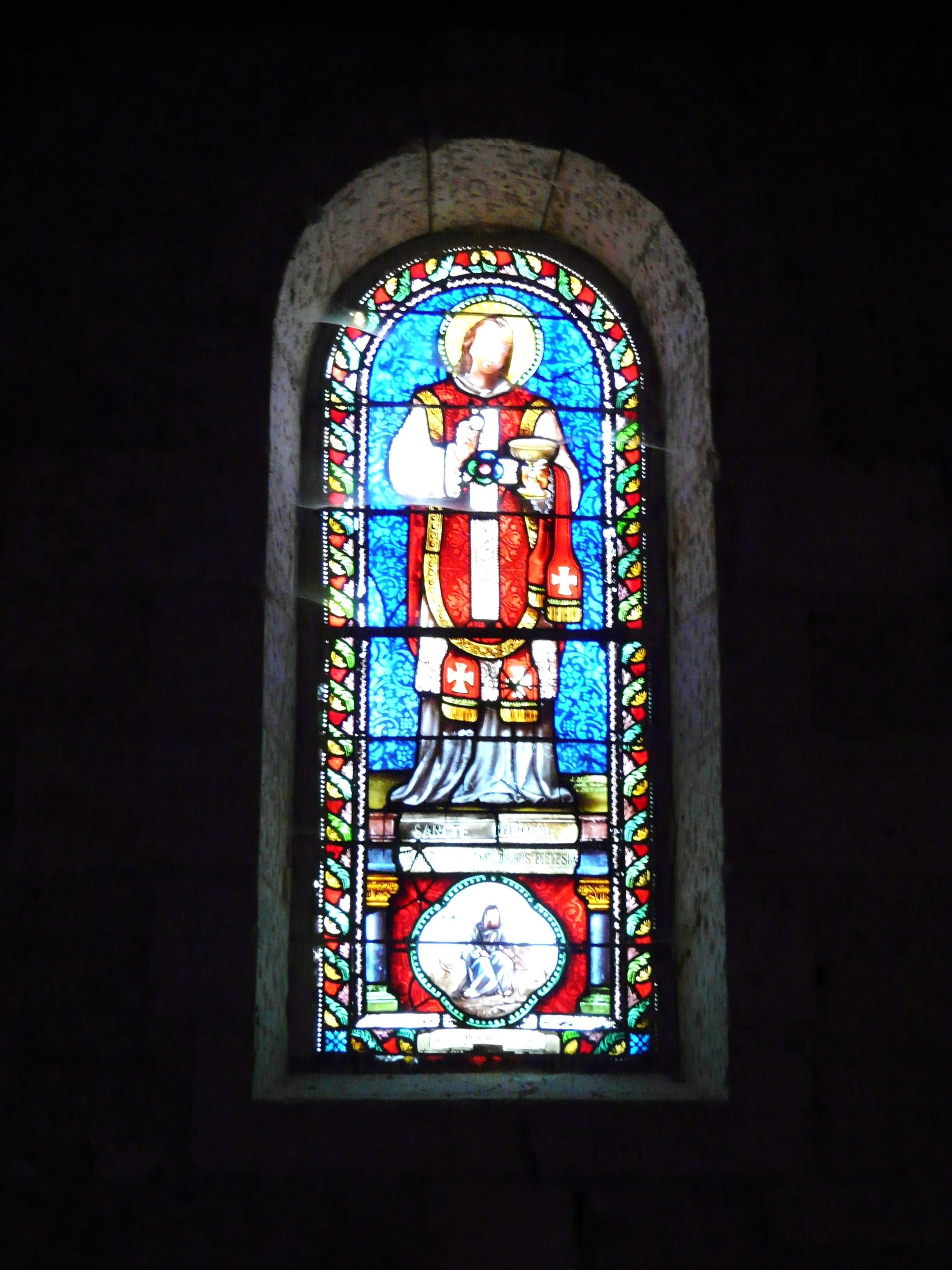
Vitrail représentant saint Eumache.
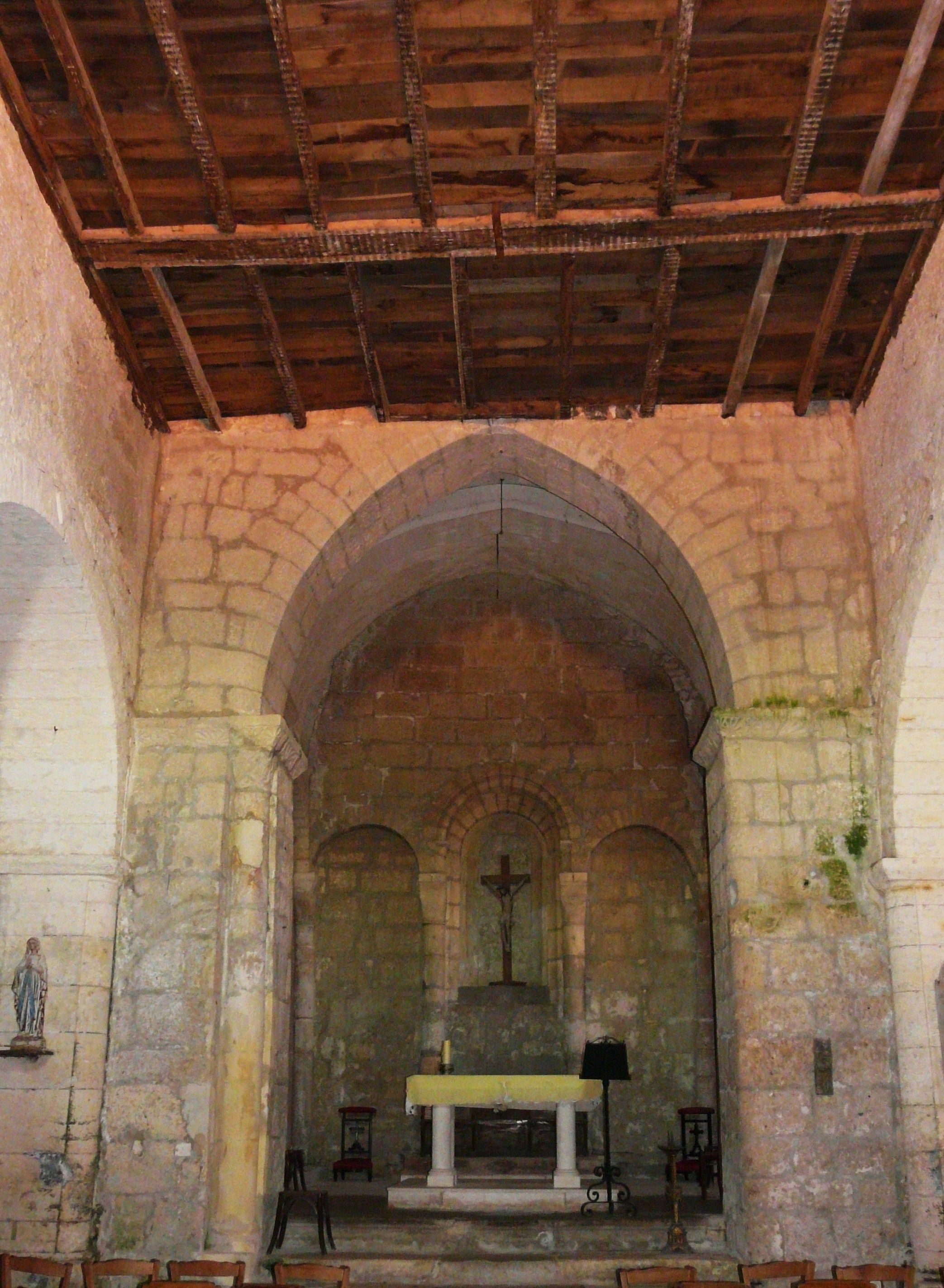
La nef et le chœur.

### Patrimoine naturel
La forêt domaniale de Lanmary, zone où s'épanouissent nombre d'orchidées et de fougères, est classée comme ZNIEFF. Elle occupe une mince frange des bordures est et sud-est de la commune.

## Pour approfondir